# Dihydrouracil
Dihydrouracil ist eine heterocyclische organische Verbindung mit einem hydrierten Pyrimidingrundgerüst und zwei Carbonylgruppen an den Positionen 2 und 4. Das Nukleosid von Dihydrouracil ist das Dihydrouridin (D, UH2, Uh) kommt in der tRNA vor. Es bildet wie Uracil ein Basenpaar mit Adenin aus.

## Entstehung
Uracil wird in Nukleosiden durch die Dihydropyrimidin-Dehydrogenase zu Dihydrouracil hydriert.
 + NADPH/H+ {\displaystyle \rightleftharpoons }  + NADP+

## Eigenschaften
Dihydrouracil ist ein Feststoff, mit einer Schmelztemperatur bei 279–281 °C.
Es bildet in der RNA über die 4-Oxogruppe und die N–H-Gruppe die Basenpaarung zu Adenin mit zwei Wasserstoffbrücken aus.

Strukturformel eines A-D-Basenpaars

Es ist namensgebend für die Dihydrouracilschleife in der tRNA.

Eine tRNAPhe aus S. cerevisiae.[2] Dihydrouracil ist hier mit D gekennzeichnet.
Eine tRNAAla aus S. cerevisiae. Dihydrouracil ist hier mit D gekennzeichnet.